# Pelsin
Pelsin is een ortsteil van Anklam in de Duitse deelstaat Mecklenburg-Voor-Pommeren, en maakt deel uit van het district Vorpommern-Greifswald.